# Ampedus johannae
Ampedus johannae là một loài bọ cánh cứng trong họ Elateridae. Loài này được Zeising & Sieg miêu tả khoa học năm 1992.